# Dâmbovița Center
Dâmbovița Center (fostă Casa Radio) este o clădire neterminată din București, situată în apropierea râului Dâmbovița și a Cotroceniului.

## Istoric
Construcția a început în anul 1986, pe locul unui hipodrom, și urma să găzduiască Muzeul Național de Istorie a Republicii Socialiste România. Deși nu era terminată decât fațada, clădirea a fost inaugurată pentru ca la 23 august 1989, Nicolae Ceaușescu să poată privi ceea ce a fost ultima paradă de Ziua Națională, când au defilat în fața lui armata, pionierii și sportivi celebri din vremea respectivă.
Prin Hotărârea nr. 571/1992 privind transmiterea unui imobil în administrarea Radioteleviziunii române, imobilul situat în str. Știrbei Vodă, sector 6 București, având denumirea „Muzeul Național”, s-a transmis, împreună cu terenul aferent, din administrarea Ministerului Culturii în administrarea Radioteleviziunii române, în scopul asigurării unui nou sediu pentru Radiodifuziunea română, așa-numita „Casă Radio”.
În prezent, este unul dintre cele mai mari proiecte imobiliare propuse spre dezvoltare în București.
Urmează să cuprindă o suprafață de 600.000 mp de spații comerciale, birouri, hoteluri și locuințe în 2013. Proiectul se întinde pe un teren de zece hectare și este situat pe platforma clădirii Casa Radio. Proiectul este dezvoltat de compania israeliană Plaza Centers, controlată de omul de afaceri Mordechay Zisser - care deține și hotelul Radisson SAS de pe Calea Victoriei. În anul 2009, proiectul era evaluat la 927 milioane euro.
În  august 2025, primarul interimar al Municipiului București,Stelian Bujduveanu a declarat pentru Ziarul Financiar că în clădire s-ar putea construi o nouă sală polivalentă a orașului,cu o capacitate de aproximativ 50.000 de locuri.

Imagini
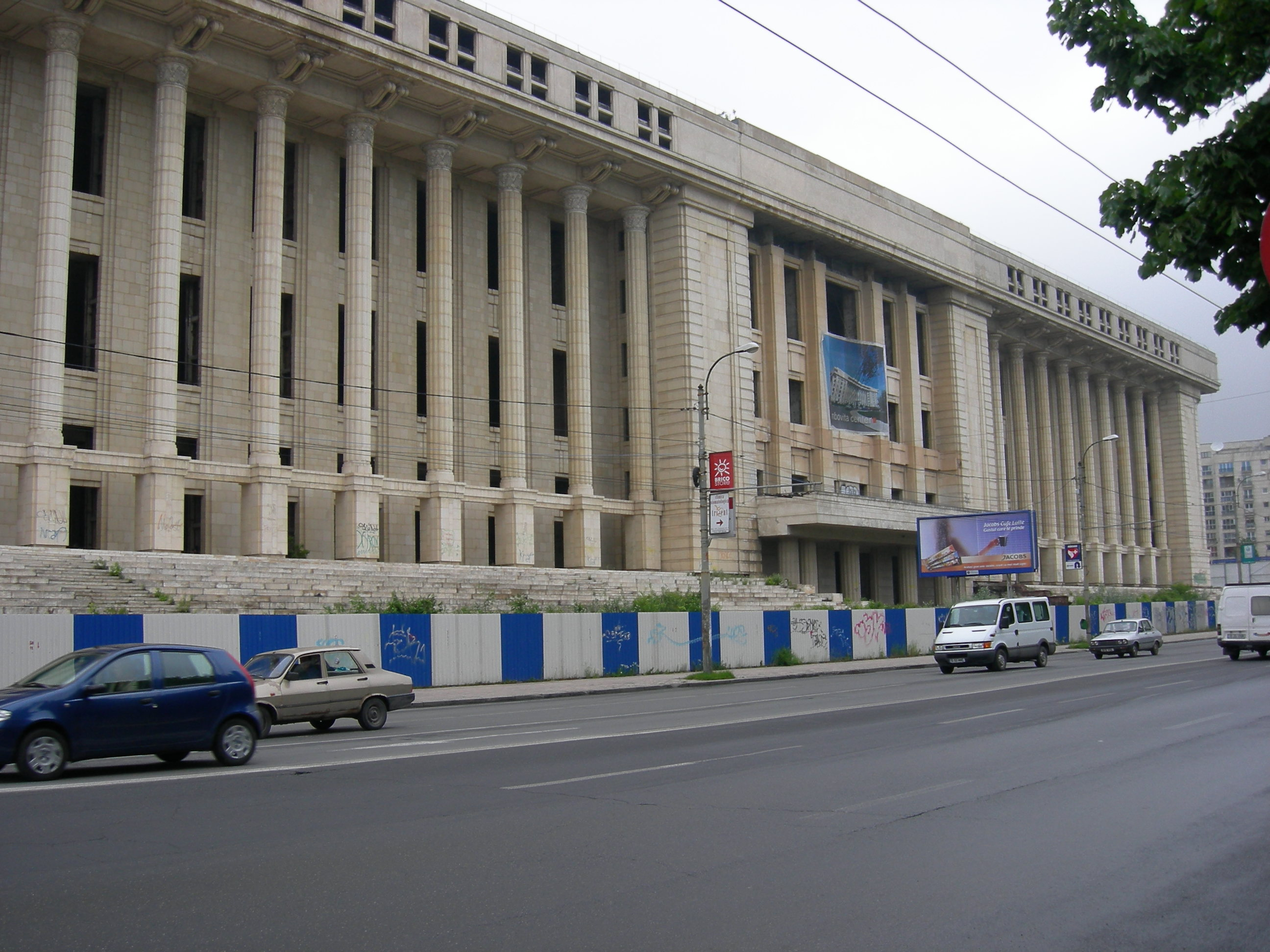
Casa Radio în 2006, înainte de demolarea corpului central
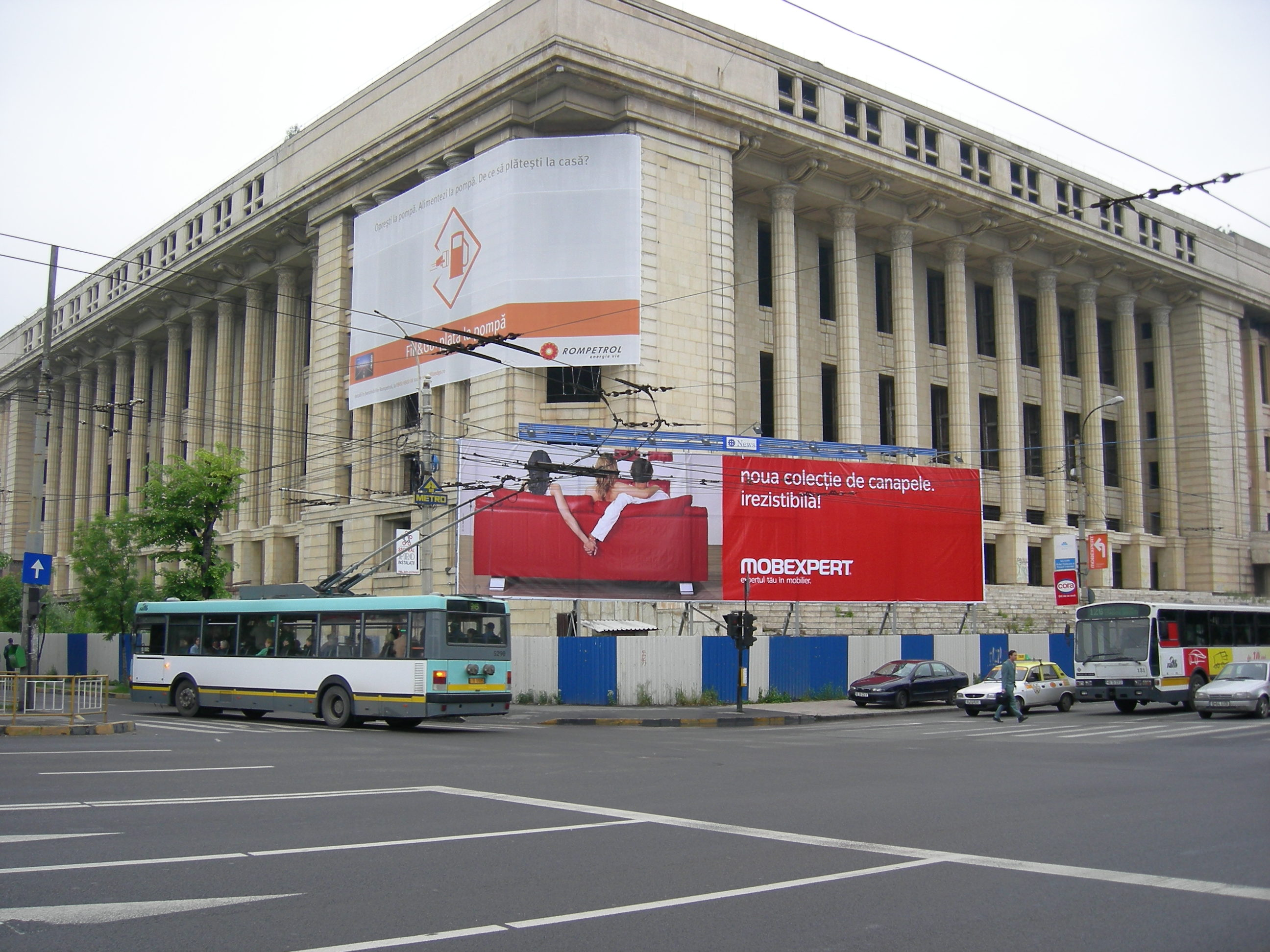
Casa Radio în 2006
Casa Radio în 2015